# Ruckersville (Virginia)
Ruckersville es un lugar designado por el censo situado en el condado de Greene, Virginia  (Estados Unidos). Según el censo de 2010 tenía una población de 1.141 habitantes.

## Demografía
Según el censo de 2010, Ruckersville tenía una población en la que el 85,5% eran blancos; el 6,9% afroamericanos; el 0,6% eran indios americanos y nativos de Alaska; el 1,1% eran asiáticos; el 0,0% hawaianos y otros isleños del Pacífico; el 2,7% de otra raza, y el 3,2% a partir de dos o más razas. El 6,1% del total de la población eran hispanos o latinos de cualquier raza.